# Roman Kukleta
Roman Kukleta (22. prosince 1964 Brno – 26. října 2011 tamtéž) byl československý fotbalový útočník a reprezentant moravské národnosti.
Třikrát se stal mistrem republiky, roku 1989, 1990 a 1991, vždy se Spartou Praha. V sezóně 1990/91 se stal nejlepším střelcem československé ligy se 17 brankami. Za gól nůžkami vstřelený na podzim 1986 v druholigovém zápase Zbrojovky Brno proti JZD Slušovice obdržel roku 1986 Křišťálovou kopačku za televizní gól roku.
26. října 2011 Roman Kukleta náhle zemřel ve věku 46 let na selhání orgánů.

## Klubová kariéra
Začínal v domovských Řícmanicích, od žákovského věku byl v Zetoru Brno, kde debutoval mezi muži ve třetí nejvyšší soutěži v sezoně 1980/81. Poté přestoupil do Zbrojovky Brno, kde se stal v sezoně 1982/83 dorosteneckým mistrem Československa a ve stejné sezoně zažil i svůj prvoligový debut. V sezoně 1986/87 se stal nejlepším střelcem 2. nejvyšší soutěže se 32 brankami ve 28 zápasech. V posledním kole tohoto ročníku se zaskvěl dokonce 6 brankami do sítě nebohé Mladé Boleslavi, jíž Zbrojovka na stadionu Za Lužánkami přibalila na cestu domů hrozivých 9:0. V sezonách 1985/86, 1986/87 a 1987/88 byl nejlepším střelcem Zbrojovky.
V československé lize odehrál 111 zápasů a vstřelil 50 branek, v české lize 41 utkání a připsal si 8 přesných tref. Ligu prvně okusil již na jaře 1983 ve Zbrojovce Brno. Stabilněji ji začal hrát až na vojně v RH Cheb v ročníku 1984/85, kdy také zaznamenal svůj první prvoligový gól. Po vojně se vrátil do Zbrojovky, která však tehdy byla druholigová. Do 1. ligy se vrátil až po přestupu do Sparty, kde působil v letech 1988–1991. Za Spartu nastupoval i v Poháru mistrů evropských zemí a zahrál si s ní i nultý ročník Ligy mistrů, celkem v jejím dresu odehrál 12 zápasů a vstřelil 2 branky (první z nich hned při svém debutu v evropských pohárech v domácím utkání Sparty Praha proti Steauě Bukurešť v PMEZ 1988/89, druhý v nultém ročníku Ligy mistrů 1991/92 z pokutového kopu do sítě Olympique Marseille na jeho hřišti). Po třech úspěšných sezónách, kdy byl Roman dvakrát nejlepším střelcem Sparty (1989/90, 1990/91), odešel do druholigového španělského klubu Betis Sevilla, tehdy vedeného Jozefem Jarabinským, kde působil v letech 1991–1993. Pak se vrátil do Brna, s nímž hrál první ligu až do roku 1996. V sezóně 1994/1995 se podařilo uhrát Brnu s Kukletou v sestavě 3. místo v lize pod trenérem Petrem Uličným. V dresu Zbrojovky Brno odehrál 3 zápasy a vstřelil jednu branku (bulharskému Etaru Veliko Tarnovo na jeho hřišti) v Poháru Intertoto 1995.
Poté působil v klubech z nižších soutěží v Děčíně (jaro 1996), Zemanu Brno (1996–2000), Brně-Komárově (2000–2001), Mutěnicích (2001–2002), Bavorech (2002–2003), Velkém Meziříčí (2003–2004), Hodoníně (2004–2007) a Jaroslavicích (2007–2009). Na závěr se vrátil do Řícmanic, ale s aktivním hraním byl nucen se rozloučit během podzimu 2009 pro chronické problémy s patou.

## Reprezentační kariéra
Za československou reprezentaci odehrál v roce 1991 celkem 4 zápasy, ve kterých se sice gólově neprosadil, ale všechny byly vítězné:
- 30. 1. 1991: Austrálie – ČSFR 0:1 (přátelský zápas)
- 6. 2. 1991: Austrálie – ČSFR 0:2 (přátelský zápas)
- 27. 3. 1991: ČSFR – Polsko 4:0 (přátelský zápas)
- 1. 5. 1991: Albánie – ČSFR 0:2 (přátelský zápas)

V národním dresu měl smůlu na zranění.

## Trenérská kariéra
Věnoval se taktéž trénování. Začínal jako hrající trenér Bavor, ve stejné roli působil i ve Velkém Meziříčí a Hodoníně. V období 2007–2009 vedl TJ Tatran Kohoutovice v I. B třídě, v sezoně 2009/10 pak SK Slavkov u Brna v I. A třídě. Od podzimu 2010 vedl slavkovský starší dorost. Trénoval rovněž SK Újezd u Brna v I. B třídě Jihomoravského kraje.

## Ligová bilance
| Ročník                                   | Zápasy | Góly | Klub                |
| ---------------------------------------- | ------ | ---- | ------------------- |
| 1. československá fotbalová liga 1982/83 | 3      | 0    | TJ Zbrojovka Brno   |
| 1. československá fotbalová liga 1983/84 | 1      | 0    | TJ Rudá hvězda Cheb |
| 1. československá fotbalová liga 1984/85 | 18     | 1    | TJ Rudá hvězda Cheb |
| 1. ČNL 1985/86                           | 17     | 14   | TJ Zbrojovka Brno   |
| 1. ČNL 1986/87                           | 28     | 32   | TJ Zbrojovka Brno   |
| 1. ČNL 1987/88                           | 25     | 20   | TJ Zbrojovka Brno   |
| 1. československá fotbalová liga 1988/89 | 27     | 8    | TJ Sparta ČKD Praha |
| 1. československá fotbalová liga 1989/90 | 25     | 17   | TJ Sparta ČKD Praha |
| 1. československá fotbalová liga 1990/91 | 24     | 17   | TJ Sparta Praha     |
| 1. československá fotbalová liga 1991/92 | 8      | 7    | AC Sparta Praha     |
| Segunda División 1991/92                 | 16     | 5    | Real Betis Balompié |
| Segunda División 1992/93                 | 12     | 1    | Real Betis Balompié |
| 1. československá fotbalová liga 1992/93 | 5      | 0    | FC Boby Brno        |
| 1. česká fotbalová liga 1993/94          | 12     | 0    | FC Boby Brno        |
| 1. česká fotbalová liga 1994/95          | 21     | 5    | FC Boby Brno        |
| 1. česká fotbalová liga 1995/96          | 8      | 3    | FC Boby Brno        |
| Celkem 1. liga                           | 152    | 58   |                     |
| Celkem 2. liga                           | 98     | 72   |                     |

## Zajímavosti
- Společně se Stanislavem Rösslerem je držitelem zbrojováckého rekordu v počtu branek (32) vstřelených jedním hráčem v jednom ročníku (v profesionální éře od 1932/33). Kukleta jich však dosáhl o úroveň výše (II. liga 1986/87).
- V československé nejvyšší soutěži debutoval jako osmnáctiletý v sobotu 2. dubna 1983 na stadionu Za Lužánkami za Zbrojovku Brno proti Plastice Nitra (prohra 2:3). První prvoligový gól v brněnském dresu vstřelil až o 11 let později v sobotu 13. srpna 1994 tamtéž do sítě Slovanu Liberec (nerozhodně 2:2) ve svém 22. prvoligovém startu v dresu Zbrojovky/Boby Brno.